# Théorie de la diffraction sur un cristal
La théorie de la diffraction sur un cristal modélise l'interaction rayonnement-matière dans le cas où la matière est organisée de manière ordonnée (voir aussi Cristallographie).
Ces phénomènes interviennent essentiellement dans les méthodes d'analyse et d'observation de la matière :
- diffraction des électrons en microscopie électronique en transmission ;
- diffractométrie de rayons X ;
- diffraction de neutrons.

On peut en avoir une approche simplifiée purement géométrique avec l'analogie avec un réseau de diffraction et la loi de Bragg.
Dans une large mesure, l'analyse est indépendante de la nature de la radiation incidente : rayonnement électromagnétique (rayons X) ou particule (électrons, neutrons). Toutefois, la nature du rayonnement intervient pour une analyse plus fine.

## Diffusion par les atomes
Le phénomène à la base de la diffraction par un cristal est la diffusion du rayonnement par les atomes. On considère exclusivement une diffusion élastique (le rayonnement ne perd pas d'énergie).
Cette diffusion est anisotrope ; toutefois, pour une première approche, on peut considérer par approximation que cette diffusion est isotrope, c'est-à-dire que l'intensité diffusée par chaque atome est indépendante de la direction de l'espace.
Pour simplifier, on considère un rayonnement monochromatique. Le rayonnement de longueur d'onde λ peut être décrit par sa fonction d'onde ψ en tout point {\displaystyle {\vec {r}}} de l'espace et à chaque instant t :
{\displaystyle \psi ({\vec {r}},t)=\psi _{0}e^{i(\omega t-2\pi {\vec {k}}\cdot {\vec {r}}+\varphi _{0})}}
où φ0 est la phase à l'origine spatiale et temporelle, {\displaystyle {\vec {k}}} est le vecteur d'onde
{\displaystyle ||{\vec {k}}||={\frac {1}{\lambda }}}
et ω est la pulsation
{\displaystyle \omega ={\frac {2\pi c}{\lambda }}}
c étant la vitesse de la lumière.
On choisit arbitrairement l'origine telle que φ0 = 0.
Une maille donnée du cristal est composée de n atomes. Chaque atome j placé en {\displaystyle {\vec {r}}_{j}} diffuse les rayonnements de manière élastique. Considérons l'onde diffusée ayant un vecteur d'onde {\displaystyle {\vec {k}}'} :
- {\displaystyle ||{\vec {k}}||=||{\vec {k'}}||} puisque l'on considère une diffusion élastique ;
- la direction de {\displaystyle {\vec {k'}}} est la direction de l'espace dans laquelle est diffusée l'onde.

La fonction de l'onde diffusée par l'atome j est ψj et s'écrit :
{\displaystyle \psi _{j}({\vec {r}},t)=\psi _{0}e^{i(\omega t+\varphi _{j}({\vec {r}}))}f_{j}}
où φj est le déphasage de l'onde en {\displaystyle {\vec {x}}} par rapport à l'origine spatiale et ƒj est le facteur de diffusion atomique, qui, dans le cas de la diffraction de rayons X, dépend de la densité du nuage électronique de l'atome, donc de sa nature chimique.
Le déphasage φj est la somme de deux contributions :
- au point {\displaystyle {\vec {r_{j}}}} considéré, le déphasage φ1 de l'onde incidente par rapport à la source placée à l'origine vaut :

{\displaystyle \varphi _{1}({\vec {r_{j}}})=-2\pi {\vec {k}}\cdot {\vec {r_{j}}}} ;
- le déphasage φ2 de l'onde diffractée entre sa source (l'atome en {\displaystyle {\vec {r}}_{j}}) et le point {\displaystyle {\vec {x}}} vaut :

{\displaystyle \varphi _{2}({\vec {r}}-{\vec {r_{j}}})=-2\pi {\vec {k'}}\cdot ({\vec {r}}-{\vec {r_{j}}})} ;
Le déphasage total vaut donc :
{\displaystyle \varphi _{j}({\vec {r}})=\varphi _{1}({\vec {r_{j}}})+\varphi _{2}({\vec {r}}-{\vec {r_{j}}})=2\pi ({\vec {k'}}-{\vec {k}})\cdot {\vec {r_{j}}}-2\pi {\vec {k'}}\cdot {\vec {r}}}.

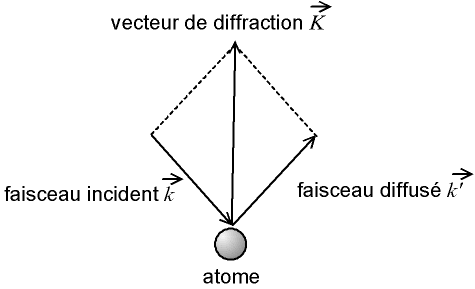
Vecteur de diffraction : différence entre le vecteur de l'onde diffusée et celui de l'onde incidente

Si l'on définit le vecteur de diffraction {\displaystyle {\vec {K}}} comme étant :
{\displaystyle {\vec {K}}={\vec {k'}}-{\vec {k}},}
on a alors :
{\displaystyle \psi _{j}({\vec {r}},t)=\psi _{0}e^{i(\omega t-2\pi {\vec {k'}}\cdot {\vec {r}})}f_{j}e^{i2\pi {\vec {K}}\cdot {\vec {r_{j}}}}.}
Note
On ne considère qu'une direction de diffusion à la fois, la « direction d'observation » (par exemple direction dans laquelle se trouve le détecteur ponctuel de rayonnement servant à la mesure ou emplacement donné du film photographique ou du détecteur à résolution spatiale), et donc qu'un seul vecteur de diffraction ; mais l'onde est bel et bien diffusée dans toutes les directions simultanément.

## Influence de l'organisation de la matière

### Facteur de structure

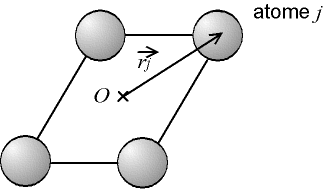
Facteur de structure : interférence des ondes diffusées par les atomes de la maille

On peut maintenant se placer non plus à l'échelle d'un atome, mais à l'échelle d'une maille cristalline. L'onde ψ' diffractée par la maille est la somme des ondes diffusées par chacun de ses n atomes :
{\displaystyle \psi '({\vec {r}},t)=\sum _{j=1}^{n}\psi _{j}({\vec {r}},t)=\psi _{0}e^{i(\omega t-2\pi \cdot {\vec {k'}}\cdot {\vec {r}})}\sum _{j=1}^{n}f_{j}e^{i2\pi {\vec {K}}\cdot {\vec {r_{j}}}}.}
On définit le facteur de structure {\displaystyle F({\vec {K}})} comme étant :
{\displaystyle F({\vec {K}})=\sum _{j=1}^{n}f_{j}e^{i2\pi {\vec {K}}\cdot {\vec {r_{j}}}}.}
On a donc :
{\displaystyle \psi '({\vec {r}},t)=\psi _{0}e^{i(\omega t-2\pi {\vec {k'}}\cdot {\vec {r}})}F({\vec {K}}).}
On a considéré ici que l'onde était diffusée par un atome ponctuel. En toute rigueur, dans le cas de la diffraction de rayons X, l'onde est diffusée par le nuage électronique, qui est une fonction continue de l'espace. Il faut donc définir en chaque point {\displaystyle {\vec {\rho }}} de la maille un facteur de diffusion local {\displaystyle f({\vec {\rho }})}, le facteur de structure s'écrivant alors :
{\displaystyle F({\vec {K}})=\int \!\!\int \!\!\int _{\rm {maille}}f({\vec {\rho }})e^{i2\pi {\vec {K}}\cdot {\vec {\rho }}}\mathrm {d} ^{3}{\vec {\rho }},}
{\displaystyle \mathrm {d} ^{3}{\vec {\rho }}} étant l'élément de volume considéré autour de la position {\displaystyle {\vec {\rho }}}.
On voit ainsi que le facteur de structure est la transformée de Fourier de la distribution électronique (pour les rayons X) dans la maille élémentaire.

### Facteur de forme

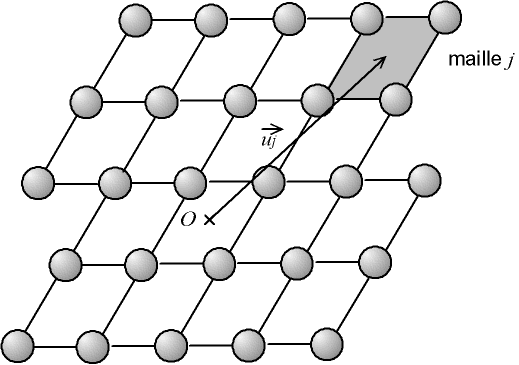
Facteur de forme : interférence des ondes diffractées par les différentes mailles du cristallite

On suppose que le cristal est un monocristal, on l'appelle cristallite (un polycristal est formé de plusieurs cristallites). Soit m le nombre de mailles qui composent le cristallite. La fonction ψ'l de l'onde diffractée par une maille l placée en {\displaystyle {\vec {u}}_{l}} s'écrit :
{\displaystyle \psi '_{l}({\vec {r}},t)=\psi _{0}e^{i(\omega t-2\pi {\vec {k'}}\cdot {\vec {r}})}F({\vec {K}})e^{i2\pi {\vec {K}}\cdot {\vec {u_{l}}}}.}
Ceci se montre de manière similaire à précédemment en considérant le déphasage entre la source et la maille, puis entre la maille et le point {\displaystyle {\vec {r}}}.
L'onde ψ'' diffractée par l'ensemble du cristal est la somme des ondes diffractées par chaque maille, soit :
{\displaystyle \psi ''({\vec {r}},t)=\psi _{0}e^{i(\omega t-2\pi {\vec {k'}}\cdot {\vec {r}})}F({\vec {K}})\sum _{l=1}^{m}e^{i2\pi {\vec {K}}\cdot {\vec {u_{l}}}}.}
On définit le facteur de forme {\displaystyle S({\vec {K}})} par :
{\displaystyle S({\vec {K}})=\sum _{l=1}^{m}e^{i2\pi {\vec {K}}\cdot {\vec {u_{l}}}}.}
On a donc :
{\displaystyle \psi ''({\vec {r}},t)=\psi _{0}e^{i(\omega t-2\pi {\vec {k'}}\cdot {\vec {r}})}F({\vec {K}})S({\vec {K}}).}
{\displaystyle S({\vec {K}})} dépend de la forme du cristal, d'où son nom. C'est ce facteur qui intervient dans l'élargissement des raies lorsque la taille des cristallites est faible (inférieure à 1 μm).

### Intensité diffractée
L'intensité diffractée I en un point {\displaystyle {\vec {r}}} de l'espace est proportionnelle au carré de la norme du vecteur de la fonction d'onde :
{\displaystyle I({\vec {r}})\propto |\psi ''({\vec {r}},t)|^{2}.}
On a un effet d'atténuation en fonction de l'éloignement qui varie selon l'inverse du carré de la distance : il s'agit simplement de la « répartition » de l'énergie sur une sphère (diminution de la densité angulaire). Si l'on corrige ce phénomène, alors l'intensité ne dépend que de la direction de l'espace, que l'on peut donner par le vecteur de l'onde diffractée {\displaystyle {\vec {k'}}} :
{\displaystyle I({\vec {k'}})\propto |\psi ''({\vec {r}},t)|^{2}} avec {\displaystyle ||{\vec {r}}||} fixé arbitrairement, soit :
{\displaystyle I({\vec {k}}')\propto |F({\vec {K}})|^{2}|S({\vec {K}})|^{2}.}
D'autres facteurs interviennent, notamment la géométrie de l'appareil de mesure, l'optique, l'absorption du rayonnement diffracté par l'atmosphère entre le cristal et le détecteur, etc. Par exemple, l'intensité peut varier selon l'inclinaison du détecteur par rapport à l'échantillon.

## Conditions de diffraction

### Condition de Laue
Dans un diagramme de diffraction, un pic (ou un point si c'est une figure 2D) correspond à un maximum d'intensité, c'est-à-dire à un maximum local de F. Intuitivement, F est maximal lorsque les rayons diffusés par les atomes de la maille sont tous en phase. Si l'on considère deux atomes j et 1, on doit avoir :
{\displaystyle 2\pi {\vec {K}}\cdot {\vec {r_{j}}}\equiv 2\pi {\vec {K}}\cdot {\vec {r_{1}}}\ \mathrm {mod} (2\pi ).} (eq1)
Soit {\displaystyle ({\vec {e_{1}}},{\vec {e_{2}}},{\vec {e_{3}}})} la base du réseau direct ; les positions des atomes s'écrivent :
{\displaystyle {\vec {r}}_{j}=x_{j}{\vec {e_{1}}}+y_{j}{\vec {e_{2}}}+z_{j}{\vec {e_{3}}}}
où xj, yj et zj sont des entiers.
Considérons une base de l'espace réciproque {\displaystyle ({\vec {e_{1}^{*}}},{\vec {e_{2}^{*}}},{\vec {e_{3}^{*}}})} définie par :
{\displaystyle {\vec {e_{1}^{*}}}={\frac {1}{V}}{\vec {e_{2}}}\wedge {\vec {e_{3}}},}
{\displaystyle {\vec {e_{2}^{*}}}={\frac {1}{V}}{\vec {e_{3}}}\wedge {\vec {e_{1}}},}
{\displaystyle {\vec {e_{3}^{*}}}={\frac {1}{V}}{\vec {e_{1}}}\wedge {\vec {e_{2}}},}
où V le volume de la maille (obtenu à l'aide du produit mixte des vecteurs de la base de l'espace direct) :
{\displaystyle V=[{\vec {e_{1}}},{\vec {e_{2}}},{\vec {e_{3}}}]={\vec {e_{1}}}\cdot ({\vec {e_{2}}}\wedge {\vec {e_{3}}})={\vec {e_{2}}}\cdot ({\vec {e_{3}}}\wedge {\vec {e_{1}}})={\vec {e_{3}}}\cdot ({\vec {e_{1}}}\wedge {\vec {e_{2}}}).}
Obtenir la condition générale de diffraction revient à appliquer la condition (eq1) à tous les atomes de la maille deux à deux. On peut montrer que cela impose aux produits scalaires {\displaystyle {\vec {K}}\cdot {\vec {e_{i}}}} d'être entiers ({\displaystyle i=1,2,3}). Or les relations de définition de la base réciproque ci-dessus imposent :
{\displaystyle {\vec {e_{i}}}\cdot {\vec {e_{j}^{*}}}=\delta _{ij}.}
Par conséquent, si l'on écrit le vecteur de diffraction {\displaystyle {\vec {K}}} dans la base réciproque et qu'on en fait le produit scalaire avec les vecteurs de la base directe, on remarque que :
{\displaystyle {\vec {K}}\cdot {\vec {e_{i}}}} est la coordonnée de {\displaystyle {\vec {K}}} selon {\displaystyle {\vec {e_{i}^{*}}}},
donc les coordonnées de {\displaystyle {\vec {K}}} dans la base réciproque sont entières également. On définit donc (h, k, l) entiers tels que :
{\displaystyle {\vec {K}}=h{\vec {e_{1}^{*}}}+k{\vec {e_{2}^{*}}}+l{\vec {e_{3}^{*}}}.}
Cette équation est la condition de diffraction de Laue. On peut montrer qu'elle est équivalente à la condition de Bragg. On interprète les nombres (hkl) comme étant des indices de Miller : si le faisceau incident est de direction constante ( {\displaystyle {\vec {k}}} constant), cela revient à dire que les directions de diffraction {\displaystyle {\vec {k}}'} donnant un maximum d'intensité sont telles que les {\displaystyle {\vec {K}}={\vec {k}}'-{\vec {k}}} sont orthogonaux aux plans (hkl), puisqu'on sait que les rangées [hkl]*, définies par leur colinéarité à {\displaystyle h{\vec {e_{1}^{*}}}+k{\vec {e_{2}^{*}}}+l{\vec {e_{3}^{*}}}={\vec {K}}}, sont orthogonales aux plans (hkl).
On peut ainsi indexer les vecteurs d'onde donnant des maxima d'intensité par les indices de Miller et écrire {\displaystyle {\vec {K}}_{hkl}}. On peut également indexer les facteurs de structure correspondants :
{\displaystyle F_{hkl}=F({\vec {K}}_{hkl})}
Les lieux des extrémités des {\displaystyle {\vec {K}}_{hkl}} forment un réseau dans l'espace réciproque, appelé réseau réciproque. On peut donc associer chaque point du réseau réciproque (c'est-à-dire chaque vecteur {\displaystyle {\vec {K}}_{hkl}}) à un plan cristallographique, d'indices de Miller (hkl), plan perpendiculaire à {\displaystyle {\vec {K}}_{hkl}}.
Remarque : On définit les indices de Miller h, k, l comme devant être premiers entre eux, les vecteurs {\displaystyle {\vec {K}}_{h'k'l'}} (où (h', k', l') = i(h, k, l), i étant un entier relatif) se rapportent tous aux mêmes indices h, k, l, ou encore à une direction [h k l]*, à laquelle une infinité de rangées de points de l'espace réciproque sont parallèles. On peut donc maintenant associer à une famille de rangées parallèles d'indices [hkl]* une famille de plans parallèles d'indices (hkl). Ce choix d'indices de Miller premiers entre eux traduit le fait qu'en cristallographie on s'intéresse aux directions (plans et rangées) dans le cristal et non à un plan ou à une rangée particulière dans le cristal.
En pratique, lors d'une expérience de diffraction des rayons X, on obtient une figure de diffraction (cliché de Laue par exemple), sur laquelle on visualise les maxima d'intensité. On peut montrer que les symétries d'un réseau direct (associé au cristal) sont les mêmes que celles du réseau réciproque associé (associé aux directions de diffraction) : cela signifie que les symétries de la figure de diffraction doivent se retrouver parmi les symétries du cristal.

### Une méthode graphique pour trouver les vecteurs de diffraction: la sphère d'Ewald
Selon la condition de Laue, il y a diffraction si
{\displaystyle \exists (h,k,l)\in {\mathbb {Z} }^{3},{\vec {K}}={\vec {K_{hkl}}}} (eq2)
donc si {\displaystyle {\vec {K}}} est un vecteur du réseau réciproque d'un des cristallites éclairés.

#### Géométrie de Bragg-Brentano

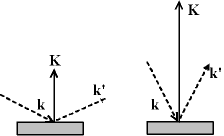
Symétrie des vecteurs d'onde lorsque le vecteur de diffraction garde la même direction

Étudions uniquement le cas où le vecteur de diffraction garde toujours la même orientation par rapport au cristallite (la bissectrice entre le faisceau incident et la direction d'observation est toujours sur la même droite) ; cela signifie que les vecteurs de l'onde incidente et de l'onde diffusée sont toujours symétriques par rapport à cette direction, dans l'espace réel comme dans l'espace réciproque. Cela correspond à la géométrie de Bragg-Brentano, on place le détecteur de manière symétrique à la normale à l'échantillon passant par le centre de celui-ci.
Plaçons-nous dans le cas d'un monocristal. On voit que selon la déviation du faisceau, c'est-à-dire l'angle que fait le faisceau incident avec la direction d'observation, on est en condition de diffraction ou pas.
Supposons maintenant que l'on fasse tourner le cristallite dans tous les sens durant la mesure, ou, ce qui est équivalent, que l'échantillon soit constitué d'une multitude de cristallites orientés dans tous les sens (poudre). Alors, il faut superposer tous les réseaux réciproques pour connaître les déviations donnant un pic/point de diffraction. Cela donne des sphères concentriques ; il y a diffraction si le vecteur de diffraction rencontre une sphère.

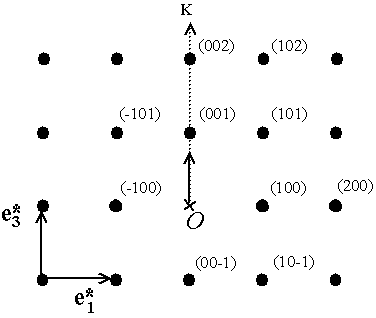
Vecteur de diffraction et réseau réciproque d'un monocristal
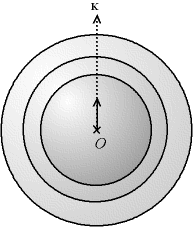
Sphères formées par la superposition des réseaux réciproques des cristallites d'une poudre

#### Incidence fixe

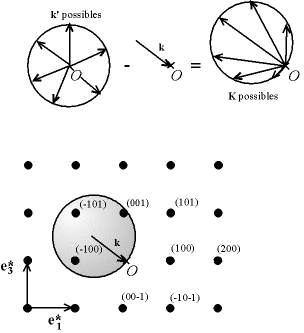
Sphère d'Ewald : positions possibles de l'extrémité du vecteur de diffraction lorsque l'incidence est fixe, cas d'un monocristal

Considérons qu'à un instant donné, le vecteur de l'onde incidente {\displaystyle {\vec {k}}} est toujours le même (la position de l'échantillon par rapport à la source ne change pas et la source est ponctuelle). On n'impose pas ici de direction d'observation, le vecteur de l'onde diffusée {\displaystyle {\vec {k}}'} peut donc prendre toutes les orientations possibles, mais il a toujours la même norme ; il décrit donc une sphère de rayon 1/λ. Les vecteurs de diffraction {\displaystyle {\vec {K}}={\vec {k}}'-{\vec {k}}} possibles forment donc une sphère de même rayon mais dont le centre est situé en {\displaystyle -{\vec {k}}} par rapport à l'origine du réseau réciproque, par définition du vecteur de diffraction. Cette sphère s'appelle la « sphère d'Ewald » (ou « sphère de réflexion »), et elle contient l'origine O du réseau réciproque.

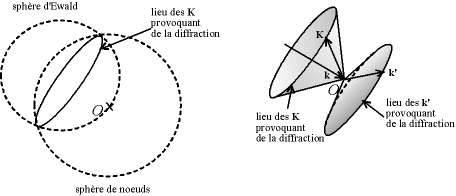
L'intersection de la sphère des nœuds des réseaux réciproques (dans le cas d'une poudre) des cristallites et de la sphère d'Ewald étant un cercle, les vecteurs des ondes diffusées en condition de diffraction forment un cône

Les directions dans lesquelles on aura de la diffraction sont donc données par l'intersection de la sphère d'Ewald avec les sphères des {\displaystyle {\vec {K}}_{hkl}}. L'intersection de deux sphères non concentriques, lorsqu'elle existe, est un cercle. On en déduit que
les extrémités des vecteurs de diffraction pour lesquels il y a diffraction forment un cercle, donc que les extrémités des vecteurs d'onde diffusée pour lesquels il y a diffraction décrivent un cercle,
c'est-à-dire que : 
les rayons diffractés forment des cônes.

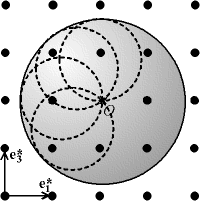
Sphère de résolution, obtenue par la rotation de la sphère d'Ewald autour de l'origine ; son rayon vaut 2/λ

Considérons maintenant que l'on garde le réseau réciproque immobile (monocristal), mais que l'on fait tourner la sphère d'Ewald autour de O. On voit que la sphère d'Ewald va balayer une boule de centre O et dont le rayon est le diamètre de la sphère d'Ewald. Les points contenus dans cette « supersphère » correspondent aux différentes conditions de diffraction possibles ; les points à l'extérieur ne peuvent pas, dans les conditions de mesure données (c'est-à-dire pour la longueur d'onde λ donnée), donner de diffraction. Cette « supersphère » est appelée « sphère de résolution », elle a un rayon de 2/λ.
Si λ est trop grand, la sphère de résolution ne contient que le centre du réseau réciproque, la diffraction n'est donc pas possible. C'est la raison pour laquelle il faut recourir à des rayonnements de longueur d'onde suffisamment petite (rayons X ou particules ayant une vitesse suffisamment élevée) pour pouvoir caractériser un réseau cristallin.

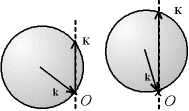
Rotation de la sphère d'Ewald et géométrie de Bragg-Brentano (direction du vecteur de diffraction imposée)

Si l'on se remet dans une géométrie de Bragg-Brentano (direction du vecteur de diffraction fixée), le vecteur de diffraction est obtenu en prenant l'intersection de la sphère avec l'axe de la direction imposée.

### Facteur de forme et réseau réciproque
Pour les conditions de diffraction, nous n'avons considéré jusqu'ici que le facteur de structure. Les conditions de diffraction pour un monocristal se représentent comme un réseau ponctuel dans l'espace réciproque.
Ceci ne serait vrai que pour un monocristal de taille « infinie ». Pour un cristallite de taille finie, on a une diffraction au sens diffraction de Fraunhofer ; sur un film photographique, la trace de diffraction n'est donc pas un ensemble de points infiniment petits, mais des taches d'Airy.
Dans l'espace réciproque, la condition de diffraction n'est pas un réseau de points, mais un réseau de taches tridimensionnelles.
La forme de ces taches dans l'espace réciproque est décrite par le facteur de forme. De manière classique en matière de diffraction, la tache du réseau réciproque est plus étendue dans la direction perpendiculaire à la dimension la plus étroite du cristallite.
Si le cristallite est sphérique mais de petite taille (inférieure au micromètre), la tache dans l'espace réciproque sera de symétrie sphérique, la densité décroissant avec le rayon (l'intensité diffractée étant proportionnelle à cette densité).
Si le cristallite est un disque (cylindre aplati dans son axe), la tache de diffraction sera une aiguille (cylindre de faible rayon mais étiré selon son axe).

## Théorie cinématique et théorie dynamique
Nous avons exposé ci-dessus la théorie dite « cinématique » de la diffraction. Dans la théorie cinématique, on considère que l'onde diffusée par les nœuds ne diffracte pas elle-même. Cette hypothèse est valable lorsque l'intensité diffractée est faible devant l'intensité incidente, ce qui est le cas avec les rayons X et les neutrons.
Cette hypothèse n'est en général plus valable avec les électrons, sauf dans le cas de la diffraction par une lame mince (dans un microscope électronique en transmission). On a alors recours à la théorie dite « dynamique ».